# Magnetkort

Ett magnetkort. (1) Magnetremsa.

Magnetkort är ett plastkort med magnetremsa för avläsning i kortläsare. Dessa används exempelvis som betalning och identifiering. Av bland annat säkerhetsskäl ersätts många magnetkort med chipkort som innehåller mikrochip i stället eller som komplement till magnetremsa.

## Olika magnetkort
- bankkort; bankomatkort, kontokort, betalkort, kreditkort
- förmånskort
- klippkort
- kundkort
- medlemskort
- periodkort (exempelvis månadskort, terminskort och årskort)
- passerkort
- uttagskort